# Wojna acehijska
Wojna acehijska – walki jakie w latach 1873-1903 toczyły się między Holandią a Acehijczykami.

## Opis
Aceh (Atjeh) to terytorium leżące w północnej części Sumatry. Holendrzy już w 1871 próbowali zbrojnie zająć ten teren. Przyczyną wybuchu wojny był konflikt o wpływy handlowe oraz dążenie sułtana Acehu do wyeliminowania wpływów holenderskich w północnej Sumatrze. Głównymi filarami oporu byli ulemowie. Gwarancje dla swobód religijnych oraz pacyfikacje (zwłaszcza między 1898 a 1903) doprowadziły do końca wojny.
Nastroje antyholenderskie były żywe i ujawniły się w 1942, kiedy Japonia dokonała najazdu na Indonezję.